# تپه جوشق ۱
تپه جوشق ۱ مربوط به سده‌های ۷ تا ۹ ه و ق است و در شهرستان اراک، بخش مرکزی، دهستان مشهد میقان، روستای ترمزد واقع شده و این اثر در تاریخ ۱۸ اسفند ۱۳۸۷ با شمارهٔ ثبت ۲۵۰۲۳ به‌عنوان یکی از آثار ملی ایران به ثبت رسیده است.